# خط طول 171° شرق
خط طول 171° شرق خط غرينتش هو خط طول يمتد من القطب الشمالي، مرورا عبر المحيط المتجمد الشمالي، آسيا، المحيط الهادئ، نيوزيلندا، المحيط المتجمد الجنوبي والقارة القطبية الجنوبية. ويشكل خط طول 171° شرق دائرة متكاملة مع خط طول 9° غرب.

## من القطب إلى القطب
وككل خطوط الطول، ينطلق خط طول 171 من القطب الشمالي إلى القطب الجنوبي، مرورا بالمناطق التالية:
| الاحداثيات                           | الأرض، الدولة أو البحر                    |
| ------------------------------------ | ----------------------------------------- |
| 90°0′N 171°0′E / 90.000°N 171.000°E  | المحيط المتجمد الشمالي                    |
| 73°41′N 171°0′E / 73.683°N 171.000°E | بحر سيبيريا الشرقي                        |
| 70°5′N 171°0′E / 70.083°N 171.000°E  | روسيا                                     |
| 60°31′N 171°0′E / 60.517°N 171.000°E | بحر بيرينغ                                |
| 53°30′N 171°0′E / 53.500°N 171.000°E | المحيط الهادئ                             |
| 8°53′N 171°0′E / 8.883°N 171.000°E   | جزر مارشال                                |
| 8°39′N 171°0′E / 8.650°N 171.000°E   | المحيط الهادئ                             |
| 42°41′S 171°0′E / 42.683°S 171.000°E | نيوزيلندا                                 |
| 45°5′S 171°0′E / 45.083°S 171.000°E  | المحيط الهادئ                             |
| 60°0′S 171°0′E / 60.000°S 171.000°E  | المحيط المتجمد الجنوبي                    |
| 77°20′S 171°0′E / 77.333°S 171.000°E | أنتاركتيكا - منطقة روس تابعة لـ نيوزيلندا |